# Carl Icahn
Carl Celian Icahn (* 16. února 1936 Brooklyn, New York) je americký podnikatel.
Je zakladatelem a majoritním akcionářem společnosti Icahn Enterprises, diverzifikovaného konglomerátního holdingu se sídlem v New Yorku, dříve známého pod názvem American Real Estate Partners. Je také předsedou představenstva společnosti Federal-Mogul, amerického vývojáře, výrobce a dodavatele komponentů hnacích ústrojí a bezpečnostních produktů pro vozidla.
Carl Icahn vyrůstal společně s rodiči v newyorské čtvrti Far Rockaway v městské části Queens, kde později nastoupil na tamní střední školu. Po jejím absolvování byl přijat na Princetonskou univerzitu, kde v roce 1957 získal bakalářský titul z oboru filozofie poté, co úspěšné obhájil odbornou práci s názvem Hlavní problém formulování adekvátní explikace empirického kritéria významu.
V 80. letech 20. století si Icahn získal pověst „korporátního nájezdníka“ (angl. corporate raider) poté, co vydělal na nepřátelském převzetí a rozprodání majetku americké letecké společnosti TWA. Podle časopisu Forbes měl Icahn v roce 2020 čisté jmění ve výši 16,7 miliardy dolarů, což z něj činí 26. nejbohatší osobu žebříčku Forbes 400 a 5. nejbohatšího manažera hedgeových fondů.